# Schesaplana

Schesaplana. Historisches Luftbild von Werner Friedli (1957)

Die Schesaplana (betont auf -pla-) ist mit einer Höhe von 2965 m ü. A. (nach Schweizer Messung 2964 m ü. M.) der höchste Berg im Rätikon und gehört noch zu den Ostalpen. Ihr Name setzt sich aus „Saxa“ und „plana“ (Schrofen, der plan, gerade ist) zusammen. Weitere, früher benutzte Bezeichnungen waren „Sergia – plana“ und „Scaessa Planna“. Über ihren Gipfel verläuft die Staatsgrenze zwischen dem österreichischen Bundesland Vorarlberg und dem Schweizer Kanton Graubünden. Am Nordhang befindet sich der Brandner Gletscher, am Ostfuß liegt der Lünersee, mit (bei Vollstau) 1,6 Quadratkilometern Fläche einer der größten Bergseen Vorarlbergs. Mit einer Tiefe von ca. 139 m (bei Vollstau) ist dieser auch der tiefste Bergsee des Bundeslandes.

## Geologie
Das Schesaplana-Massiv bildet den westlichsten Ausläufer der nördlichen Kalkalpen. Prägend sind dicke Schichten mit dolomitischen Platten- und Massenkalken. Dazwischen findet sich die unruhige Raibl-Formation mit dünnen Schichten aus v. a. Gips, Tonmergeln und Schiefern, die sich auch farblich stark gegeneinander abheben. Im Gipfelbereich findet man schließlich die Kössener Schichten, wiederum mit dunklen Mergeln, einzelnen Kalkbänken und schwarzen bis bräunlichen Tonschiefern, die allesamt leicht und kleinstückig zerfallen.

## Besteigungsgeschichte und touristische Erschließung
Von manchen Autoren wird die erste dokumentierte Besteigung der Schesaplana bereits auf 1610 datiert. So berichtet beispielsweise der Alpenvereinsführer von Walther Flaig von einer Besteigung am 24. August 1610. Diese soll durch den Bludenzer Vogteiverwalter David Pappus von Tratzberg mit zwei Führern im Zuge der Grenzbeschau der Herrschaften Bludenz und Sonnenberg stattgefunden haben. Aus geschichtswissenschaftlicher Sicht ist dies auf Grundlage der zeitgenössischen Aufzeichnungen jedoch unhaltbar.
Im Urbar der Herrschaften Bludenz und Sonnenberg von 1620 beschrieb Hauptmann David von Pappus mehrere seiner dienstlichen Bergfahrten zur Erkundung der Grenzen sowie von Möglichkeiten der Verteidigung bei einem Angriff aus dem heutigen Graubünden. Demnach seien er und seine Begleiter am 24. August 1610 von Vandans durch das Rellstal und über die Salonien-/Zaluandaalpen zum Schweizertor, von wo aus sie einen ersten Blick über die Grenze werfen konnten, aufgestiegen. Der Weiterweg führte über das Verajoch (2330 m) ins Gebiet zwischen Cavalljoch und Lünersee, wo auch dieses im Grenzverlauf befindliche Joch besichtigt wurde. Danach erkundeten sie zwei Wege von der Totalp ins Prättigau und besichtigten abschließend „den hohen Gletscher in Brann“. Damit war aber nicht der Brandner Gletscher und auch nicht der Schesaplanagipfel gemeint, sondern der Schesaplana-Bergstock insgesamt. Die Gruppe kehrte im Bereich der Totalp um, erreichte weder den Brandner Gletscher noch die Schesaplana. Ein Aufstieg auf diese wäre zur Erledigung von Pappus’ Auftrag auch nicht nötig gewesen. Der Abstieg erfolgte noch am gleichen Tag, unter Mithilfe eines Hirten, der den Erkundern eine Spur vom Lünersee über die Lünerkrinne (2155 m) zur Alpe Lün, von welcher der Weg ins Rellstal hinunterführt, in den Neuschnee getreten haben soll.
Unter dem Umstand, dass demnach schon in Höhen um oder etwas über 2000 m sommerlicher Neuschnee lag, erscheint eine Schesaplanabesteigung zum Anfang des 17. Jahrhunderts innerhalb eines Tages mit Ausgangspunkt Vandans (648 m), und zudem mit dem Umweg über das Verajoch, kaum möglich.
Die erste dokumentierte Besteigung der Schesaplana vollführte der Prättigauer Pfarrer Nicolin Sererhard mit zwei Begleitern in den 1730er-Jahren. Er schilderte seine „Schaschaplana-Bergreis“ in seinem Landeskundewerk Einfalte Delineation aller Gemeinden gemeiner dreyen Bünden 1742 ausführlich. Die drei überschritten die Schesaplana dabei von Seewis im Prättigau nach Brand. Der Aufstieg führte über das Schafloch und den Brandner Gletscher, der Abstieg über die Totalp und den Lünersee. Der weitere Abstieg führte über die Lünerseealpe und das Cavelljoch.
Die nächste überlieferte Besteigung war 1790 die des Bludenzer Barons Franz Ludwig von Sternbach und des Brandner Jägers Josef Sugg, welche als erste Besteigung von Brand aus gilt.
1793 erstiegen der Bündner Politiker Jakob Ulrich Sprecher von Bernegg, der Aristokrat und Dichter Johann Gaudenz von Salis-Seewis, die Pfarrherren Luzius Pol von Fläsch und Jakob Valentin von Jenins, sowie zwei weitere Personen die Schesaplana auf einer ähnlichen Route wie Sererhard.
Luzius Pol von Fläsch bestieg die Schesaplana 1809 nochmals allein.
Ein weiterer Besteigungsbericht von Carl Ulysses von Salis-Marschlins ist auf 1811 datiert.
In den 1850er-Jahren gab es dann schon eine Art Klassenfahrt, als Jesuitenpatres der 1856 gegründeten Feldkircher Schule Stella Matutina mit etlichen ihrer Schüler auf den Gipfel, wo sie aber der völligen Erschöpfung nahe gewesen sein sollen, stiegen.
Anfang 1885 gelang die erste Winterbesteigung ohne Ski durch den Schwaben Theodor von Wundt mit einem Begleiter aus Brand.
Am Neujahrstag 1900 gelangten Victor Sohm, Josef Ostler und Hermann Hartmann per Ski auf die Schesaplana. Diese war eine der ersten Skitouren auf einen Hochgipfel der Ostalpen.
Das einst von Walsern besiedelte Brandner Tal war über Jahrhunderte ziemlich entlegen. Die wenigen im Schesaplanagebiet tätigen Bergsteiger waren auf (damals) primitive Hirtenhütten, bspw. die Lünersee-, Schattenlagant- oder Oberzalimalpe angewiesen, oder übernachteten vor Eröffnung der Lünerseehütte beim bergsteigerfreundlichen Brandner Pfarrer Georg Tiefenthaler in seinem Dienstgebäude.
Die Piz-Buin-Erstbesteigung durch Johann Jakob Weilenmann und Gefährten 1865 machte das Bergsteigen in Vorarlberg populär. So erfolgten dann z. B. durch Initiative von G. Tiefenthaler noch in den 1860er-Jahren Arbeiten zur Erleichterung der Begehbarkeit des gefürchteten und früher meist gemiedenen „Bösen Tritt“, der die – nun auch von der Seilbahn überquerte – Felsstufe zwischen dem obersten Brandner Tal und dem Lünersee überwindet.
Die Inbetriebnahme der Eisenbahnlinie vom Rheintal nach Bludenz 1872 (Höhenlage des Bahnhofs Bludenz 558 m) sowie des Arlberg-Eisenbahntunnels (1884) erleichterten die Anreise zum Brandner Tal erheblich. Zuvor war beispielsweise Weilenmann 1852 an einem Tag 60 km von St. Gallen nach Brand gelaufen, am folgenden Tag auf die Schesaplana gestiegen und am dritten Tag wieder zu Fuß nach St. Gallen zurückgekehrt.
Das Verkehrswesen innerhalb des Brandner Tales blieb relativ rückständig. Erst 1930 konnte eine Straße, die auch die Eröffnung einer Omnibuslinie nach Brand (1037 m) erlaubte, eingeweiht werden.
Indes eröffnete ein privater Betreiber, mit Unterstützung des Oesterreichische Alpenverein (OeAV), im Juni 1871 auf der in den Lünersee hineinragenden Halbinsel die nach Plänen des Vorarlberger Industriellen und Bergsteigers schottischer Abstammung, John Sholto Douglass, gebaute Lünerseehütte. Nach Douglass’ Tod benannte man sie ab 1874 nach ihm. Eine Lawine zerstörte das Gebäude schon im Winter 1876/77. Der Wiederaufbau 1877 überforderte den Betreiber finanziell, so dass der Alpenverein das Haus übernahm, es beim Wiederaufbau der Gefährdung durch Lawinen anpasste und dabei auch vergrößerte. Die Douglasshütte erfuhr aufgrund des zunehmenden Besucherandrangs gegen Ende des 19. Jahrhunderts weitere Um- und Anbauten.
Schon 1886 praktizierte man einen ausgesprochen „harten Tourismus“, als man, um Platz für die zahlreichen Besucher auf dem Schesaplanagipfel zu schaffen, diesen mit Sprengstoff „bearbeitete“.
1889 gab es in Brand bereits zehn Bergführer.
Die Nenzinger Gebrüder Küng erbauten 1890 den nach dem damaligen Vorsitzenden der Alpenvereinssektion Konstanz benannten Straußsteig. Wilhelm Strauß regte den Bau dieses Steiges an und unterstützte ihn durch eine großzügige Spende.
Die Alpenvereinssektion Bludenz richtete 1897 die Schattenlaganthütte (1483 m) im oberen Brandner Tal ein, der SAC eröffnete 1898 das Schesaplanahaus (1908 m).
Bereits 1900 bemerkte der Bregenzer Augenarzt und Alpinist Karl Blodig (1856–1953) zur Erschließung der Schesaplana: „… so angenehm und so ungefährlich wird sich wohl in den Alpen kein zweiter Gipfel von gleicher Höhe ersteigen lassen.“
Weiterhin legte eine Tiroler Firma 1903/04 zur Vorbereitung des Baus der „Straßburger Hütte“ den nach einem ehemaligen Straßburger Sektionsvorsitzenden Adolf Leiber benannten Leibersteig an. Dabei kam auch Sprengstoff zum Einsatz. Am 14. August 1905 weihte die Sektion Straßburg die am Nordrand des Brandner Gletschers auf 2679 m Höhe gelegene Hütte ein. Da der Aufstieg dorthin von Brand durch das Zalimtal und über den Leibersteig 5½ bis 6 Stunden dauert, entschloss man sich spontan, die auf halbem Wege in 1889 m Höhe gelegene Oberzalimhütte (auch Georg-Orth-Hütte genannt), welche am gleichen Tag in Betrieb genommen wurde, zu erbauen. Infolge des 1. Weltkrieges wurde die Sektion Straßburg 1919 aufgelöst. Die Sektion Mannheim erwarb 1920 die Straßburger Hütte und Oberzalimhütte, benannte erstere in Mannheimer Hütte um, und betreibt beide Häuser bis heute (2017).
1930, im Jahr der Eröffnung der neuen Straße nach Brand, erfolgte eine abermalige Erweiterung der Douglasshütte.
Am 14. und 15. August 1932 sollen laut einer Zeitungsmeldung insgesamt 1000 Menschen auf der Schesaplana gewesen sein.
Die Elektrizitätsgesellschaft „Vorarlberger Illwerke AG“ errichtete nach dem Zweiten Weltkrieg eine Staumauer an der Nordseite des Lünersees, um das Fassungsvermögen des einst größten natürlichen Hochgebirgssees der Ostalpen erheblich zu steigern. Dazu baute sie eine Werksseilbahn vom Talschluss (1565 m) des Brandner Tals zum Seebord, dem Felsriegel, der den Lünersee nach Norden begrenzt. Da beim ersten Vollstau 1959 eine Flutung der Douglasshütte zu erwarten war, riss man diese zuvor ab und errichtete in lawinensicherer Lage direkt an der Bergstation (1979 m) ein größeres Ersatzgebäude, die jetzige Douglasshütte. Derzeit werden dort 144 Übernachtungsplätze geboten (Stand 2016).
Nach Fertigstellung der Stauanlage bauten die Illwerke die Werksseilbahn zu einer Pendelbahn für die Öffentlichkeit um. 1959 kam zuerst eine 30-Personen-Kabine zum Einsatz, 1962 eine für 50 und seit 2020 eine für 65 Personen. Bis zum Ende der Betriebssaison 2015 beförderte die Bahn 9,65 Mio. Menschen. Zudem wird die Talstation während der Betriebszeiten (ca. zweite Maihälfte bis ca. Mitte Oktober) der Seilbahn auch mit Bussen der Linie 580 angefahren. Die Gehzeit zur Schesaplana schrumpfte auf 3½ Stunden.
1978/79 schließlich legten die Pächter von Totalp- und Mannheimer Hütte, unterstützt von der österreichischen Zollwache, welche u. a. Sprengarbeiten vornahm, den Südwandsteig an.
Um das Wasser des Brandner Gletschers in den Lünersee zu leiten, trieben die Illwerke einen Stollen durch den von der Schesaplana nach Osten herabziehenden Kamm. Die dazu am nordöstlichen Rande der Totalp aufgestellte Baubaracke war das Anfangsbauwerk für die jetzige, bis dato mehrmals erweiterte bzw. umgebaute „Totalphütte“ des ÖAV, die in 2385 m Höhe am Weg Lünersee – Schesaplana liegt und im Sommer bewirtschaftet wird. Von dieser aus ist der Gipfel in 2 Stunden zu ersteigen.

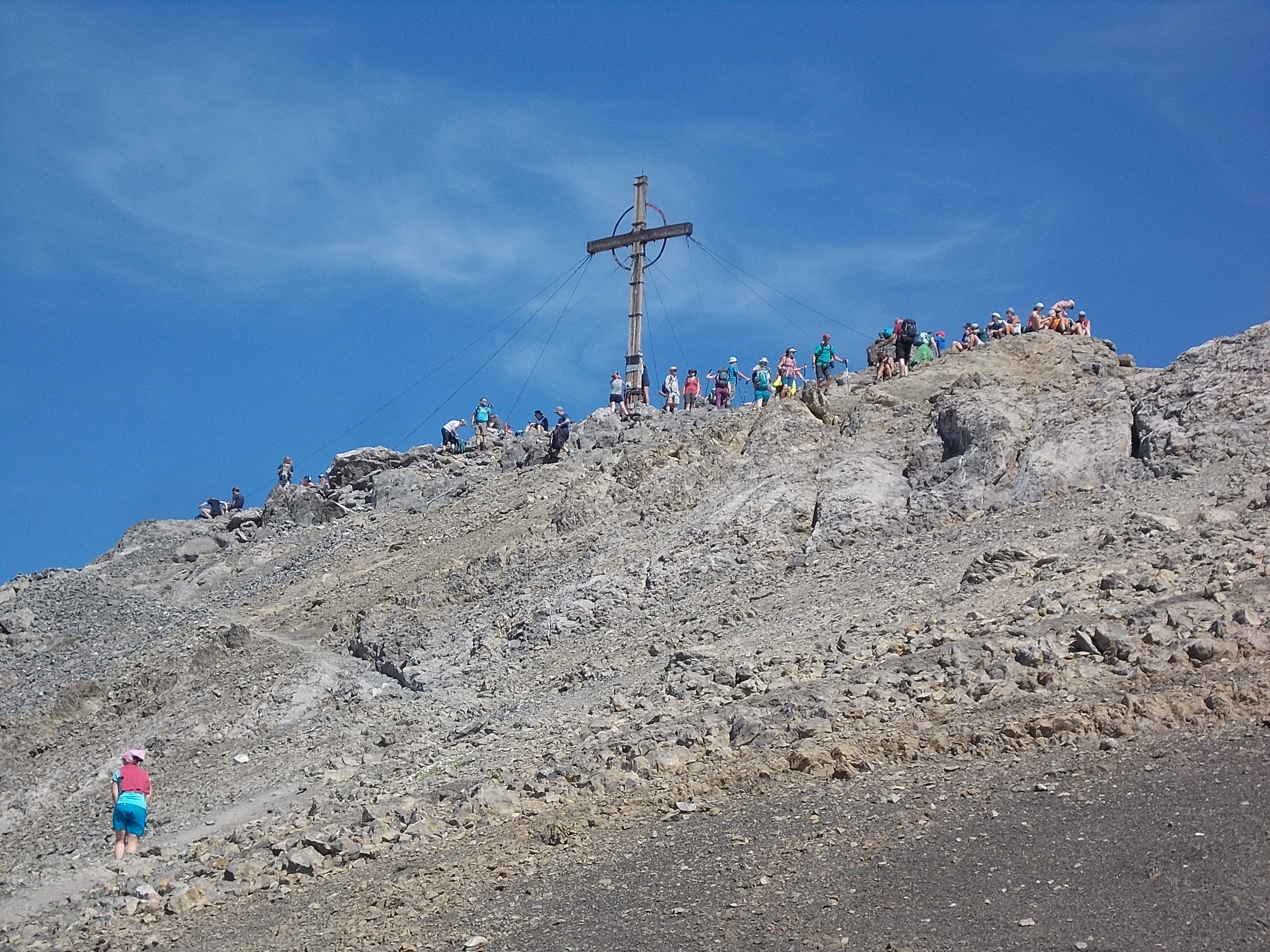
Andrang auf der Schesaplana an einem Hochsommertag

Zusammen mit der Schesaplanahütte gibt es also fünf im Sommer bewirtschaftete Hütten, von denen die Schesaplana im Rahmen einer Tagestour erreichbar ist. Dazu passend finden unter ihrem 9,5 m hohen Gipfelkreuz einige Dutzend Menschen gleichzeitig Platz. Die katholische Jugend Hörbranz erbaute dieses 1949 und schleppte dazu 2 Tonnen Material auf den Gipfel. Nachdem ein Blitz das Kreuz 1971 fällte, baute sie es 1973 wieder auf.
Außerhalb der Betriebszeiten der Seilbahn ist es in der weitläufigen Gegend rund um den Lünersee immer noch oft angenehm ruhig. Im Winterhalbjahr ist die Straße von Brand zur Talstation für den allgemeinen Kfz-Verkehr gesperrt und bei passenden Bedingungen als Rodelbahn hergerichtet. Bei günstigen Wetter- und Schneeverhältnissen kann man aber an Wochenenden zumindest mehrere Dutzend Winterbergsteiger im Schesaplanagebiet antreffen. Die Totalphütte bietet einen Winterraum mit ca. zehn Schlafplätzen. Der Winterraum der Douglasshütte wurde, nachdem der OeAV das Haus an die Illwerke verkaufte, geschlossen.
Pläne, ein Ganzjahres-Skigebiet auf dem Brandner Gletscher einzurichten, wurden infolge von Protesten der Bevölkerung, der Alpenvereine, sowie aufgrund abschlägiger Umweltverträglichkeits-Gutachten aufgegeben. Zuletzt, im Jahr 1983, bescheinigte das Österreichische Institut für Raumplanung dem Projekt große Nachteile für die Natur, und bewertete es als unrentabel, womit das Aus für das Skigebiet besiegelt war.

## Anstiege

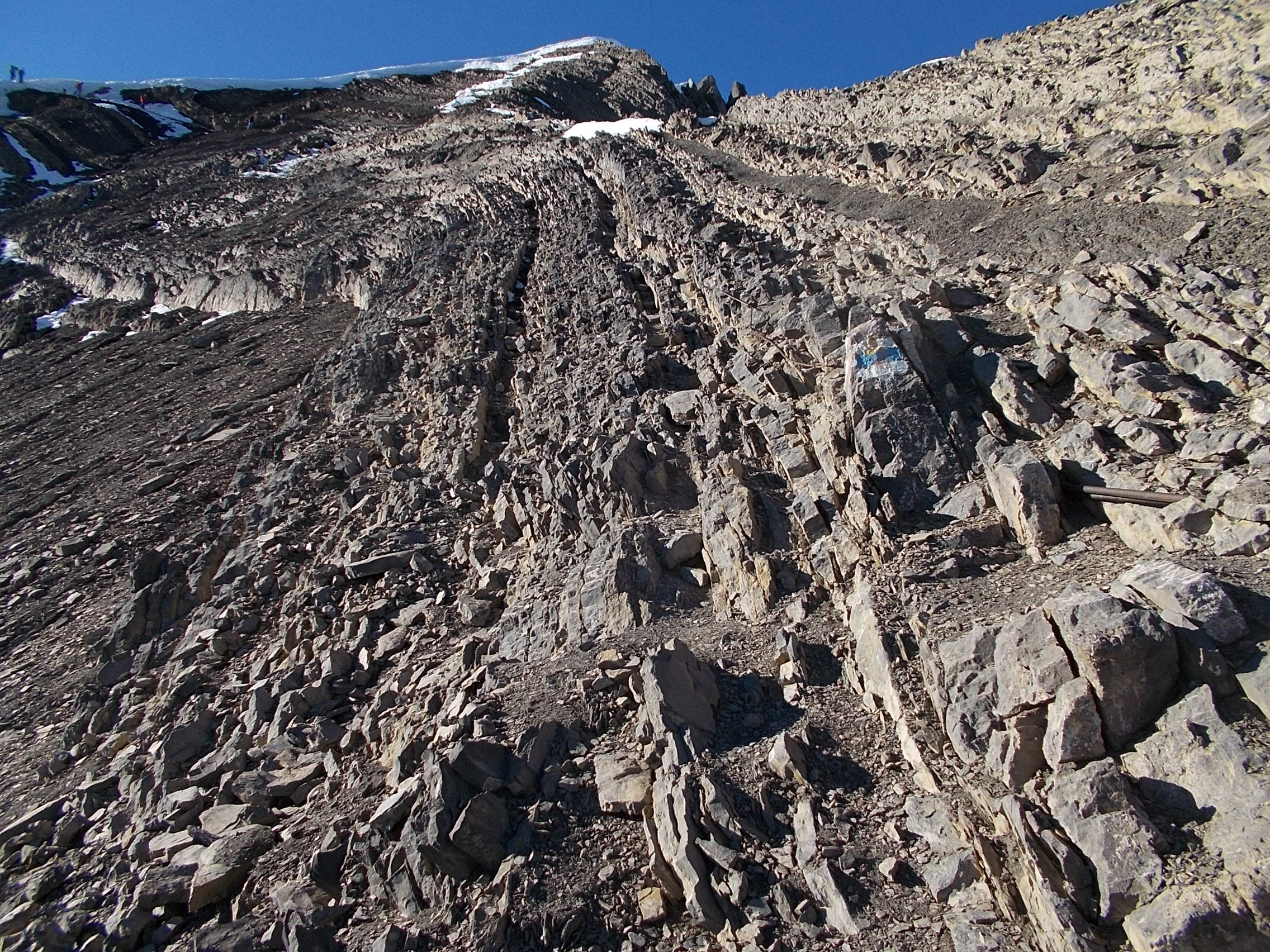
Gesteinsschichtungen am Südanstieg unterm Sattel zwischen Hauptgipfel und Südschulter

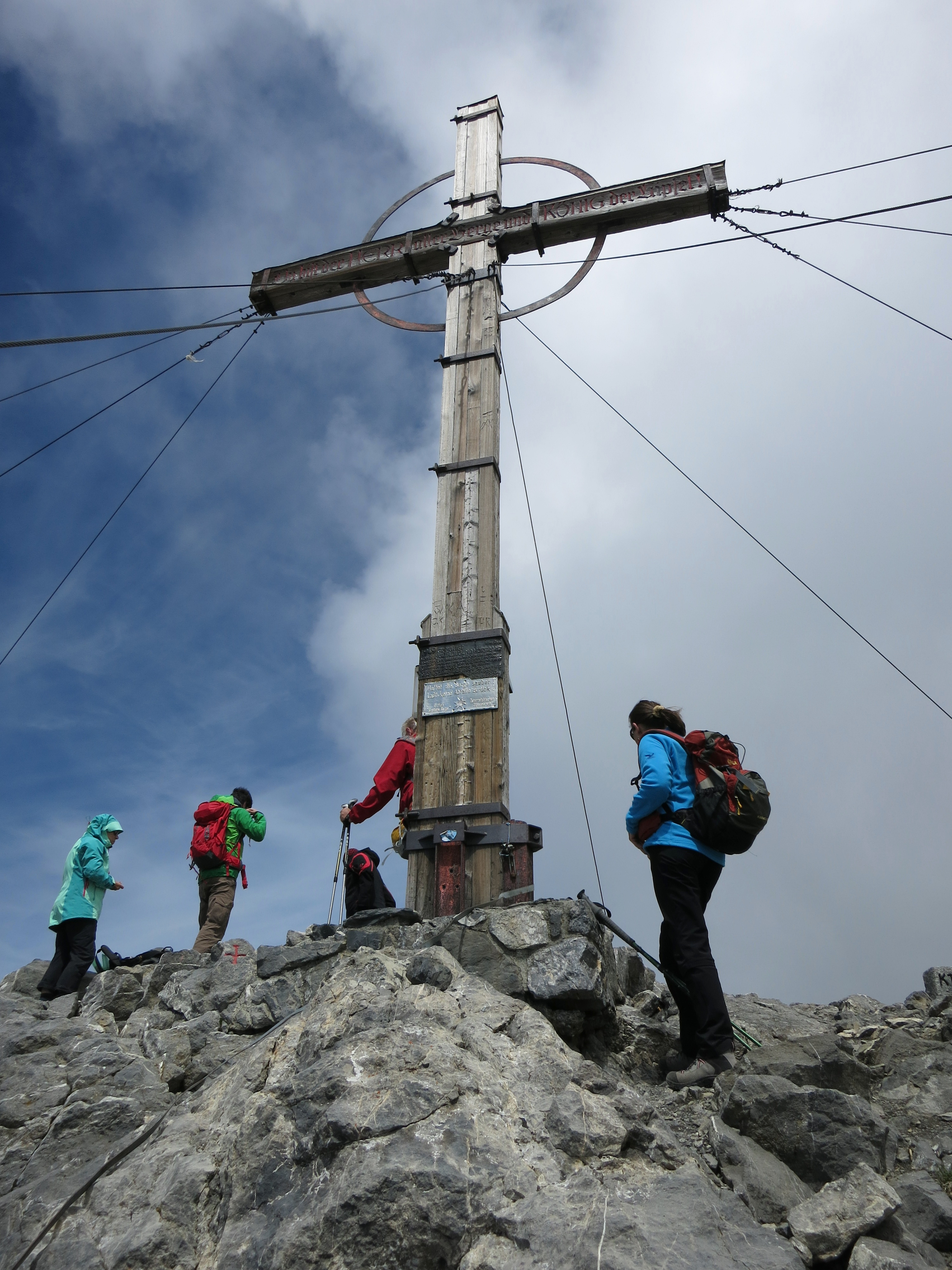
Das Gipfelkreuz

Der Gipfel der Schesaplana ist von mehreren Seiten zu Fuß erreichbar und zwar u. a. über folgende Wege:
- von Brand über den (stellenweise durch Steinschlag gefährdeten) „Bösen Tritt“, die Douglasshütte am Lünersee und die Totalphütte
- von Brand durch das Zalimtal (hierbei Variante über den schattigen "Glingaweg" möglich), über den Leiber- oder Straußsteig (und die Mannheimer Hütte) über den Brandner Gletscher
- aus der Schweiz über den Schesaplanasattel von der Schesaplanahütte aus (sog. "Schweizersteig"), über den "Frick-" und "Liechtensteiner Weg" sowie über die Pässe Cavelljoch und Gamsluggen.

Der fast siebenstündige Anstieg von Brand durch das Zalimtal, den Leibersteig (ggf. mit einem Abstecher zur Mannheimer Hütte) und über den Brandner Gletscher ist aufgrund von häufig bis weit in den Sommer hinein vorhandenen Schneefeldern im nordseitigen Steilgelände oberhalb von etwa 2300 bis 2400 m schwierig und nur erfahrenen Bergsteigern zu empfehlen. Auch der lange Zustieg aus dem Nenzinger Himmel über den Spusagang und den teils sehr ausgesetzten, mit Seilen gesicherten Straußsteig (wiederum mit einem ggf. Abstecher zum Mannheimer Alpenvereinshaus) und den Brandner Gletscher erfordert hochalpine Sachkunde. Der Straußsteig gilt als noch anspruchsvoller als der Leibersteig. Mitte Oktober 2015 wurde dort sogar ein Bergsteiger von einem Schneebrett 400 m über extremes Steilgelände in die Tiefe gerissen. Laut 2018 getätigter Aussage des Pächters der Mannheimer Hütte ist eine Sanierung des Steigs geplant. Es gibt Querverbindungen, so dass der Gletscher auch von Brand über den Straußsteig, als auch vom Nenzinger Himmel über den Leibersteig erreicht werden kann.
Die Mächtigkeit des Brandner Gletschers, der, wie auf alten, in der Douglass- und Mannheimer Hütte hängenden Fotos zu sehen ist, früher bis knapp unter die Straßburger-/Mannheimer Hütte reichte, schrumpfte seither erheblich, laut Messungen der Illwerke allein zwischen 1990 und 2003 um 20 m. So verlegte man die einst von der Hütte nach Südsüdost direkt zum Schesaplanasattel verlaufende Gletschertraversierung. Heutzutage verläuft die Gletscherquerung, zu der man vom Alpenvereinshaus erst ca. 80 Höhenmeter absteigen muss, nach Südsüdwest zum Kamm der Schafköpfe, über den man nach Osten zum Schesaplanasattel gelangen kann. In diversen Tourenbeschreibungen wird häufig behauptet, die Querung sei spaltenfrei. Es sind jedoch im Umkreis um die vielbegangene Trasse immer wieder sich vereinzelt auftuende Spalten festzustellen.
Ein weiterer, langer, ab der Salaruelfurka anspruchsvoller Zustieg, der „Liechtensteiner Höhenweg“, beginnt an der in Liechtenstein gelegenen Pfälzer Hütte. Er führt, stets nahe am westlichen Rätikon-Hauptkamm entlang, teils seilgesichert, bis zum Schaflochsattel (2713 m) oberhalb des Westzipfels des Brandner Gletschers. Von dort kann man über die Schafköpfe und den Schesaplanasattel (2739 m) zum Gipfel aufsteigen.
Ebenfalls anspruchsvoll ist der „Schweizersteig“, der Aufstieg von der Schesaplanahütte über den Schesaplanasattel und die Südwestflanke.
Zudem gibt es mit dem Frickweg noch einen Aufstieg von der Schesaplanahütte zum Liechtensteiner Höhenweg, welcher an der Salaruelfurka oder beim Punkt 2499 m unterhalb des Schwarzen Sattels (2662 m) erreicht werden kann.
Anspruchsvoll ist auch der Aufstieg aus der Schweiz zum Pass „Gamsluggen“ (2380 m), über den die Staatsgrenze verläuft. Ab dort überquert der Weg die Totalp und trifft in gut 2600 m Höhe auf den Weg vom Lünersee und der Totalphütte. Das Queren der leicht von West nach Ost geneigten Totalp stellt bergsteigerisch geringe Ansprüche. Die aus hunderten, sich ähnelnden Buckeln, Hügeln, Senken, Gräben und Schutthalden gebildete, fast vegetationslose Mondlandschaft der Totalp macht dem Gebietsfremden eine Orientierung bei Nebel fast unmöglich.
Deutlich leichter ist der Südanstieg vom Lünersee, der aber dennoch gute Trittsicherheit erfordert. Auch bei diesem Anstieg gibt es (oberhalb von 2750 m) mehrere Drahtseilpassagen.
Eine Querverbindung durch die schuttbedeckte Nordflanke der Kanzelköpfe erspart auf dem Weg Cavelljoch – Totalphütte einen Zwischenabstieg bis hinunter bis zum Lünerseerundweg.
Schließlich sei der aussichtsreiche Südwandsteig erwähnt. Dieser quert in ca. 2700 bis 2800 m Höhe die steile Südflanke der Schesaplana-Südschulter und erlaubt einen Übergang vom Schesaplanasattel zur Totalp, ohne den mit einer Grenztafel markierten Sattel zwischen der Südschulter (ca. 2910 m) und dem Hauptgipfel zu überqueren. Dieser Steig ist mit Drahtseilen gesichert. Seine Begehung verlangt bei günstigen Bedingungen Trittsicherheit und Obacht auf Steinschlag von der Südschulter. Sind die zahlreichen, vom Steig gequerten Steilrinnen jedoch mit Schnee verfüllt, wird das Passieren des Steigs deutlich schwieriger.
Weiterhin existiert ein Winterweg, der in manchen Karten noch eingezeichnet ist. Er beginnt am Winterraum der Totalphütte, führt in einem nach Süden ausholendem Bogen über die Totalp und mündet am Wegweiser 91.115 bei etwa 2525 m Höhe in den Weg Gamsluggen–Schesaplana ein. Auf diesem Weg kann man bei entsprechender Schneelage vom Zirmenkopf drohenden Lawinen, die Bergsteiger auf dem Normalweg Totalphütte – Schesaplana gefährden würden, ausweichen. Der Winterweg wird aber derzeit (2016) nicht gepflegt, die alten Markierungen verwittern.
Die Schesaplana ist im Winter auch ein begehrtes Skitourenziel, erfordert jedoch aufgrund der im oberen Teil des Südanstiegs stellenweise über 40° steilen Hänge lawinensichere Bedingungen. Die gleichmäßig geneigte, von grobem Geröll fast völlig freie Südwestflanke bietet bis zum Schesaplanasattel hinunter ideales Skigelände.
Über den Gipfel verläuft auch der Zentralalpenweg, ein 1200 Kilometer langer österreichischer Weitwanderweg von Hainburg an der Donau nach Feldkirch. An der Südseite der Schesaplana verläuft der Prättigauer Höhenweg.

## Aussicht

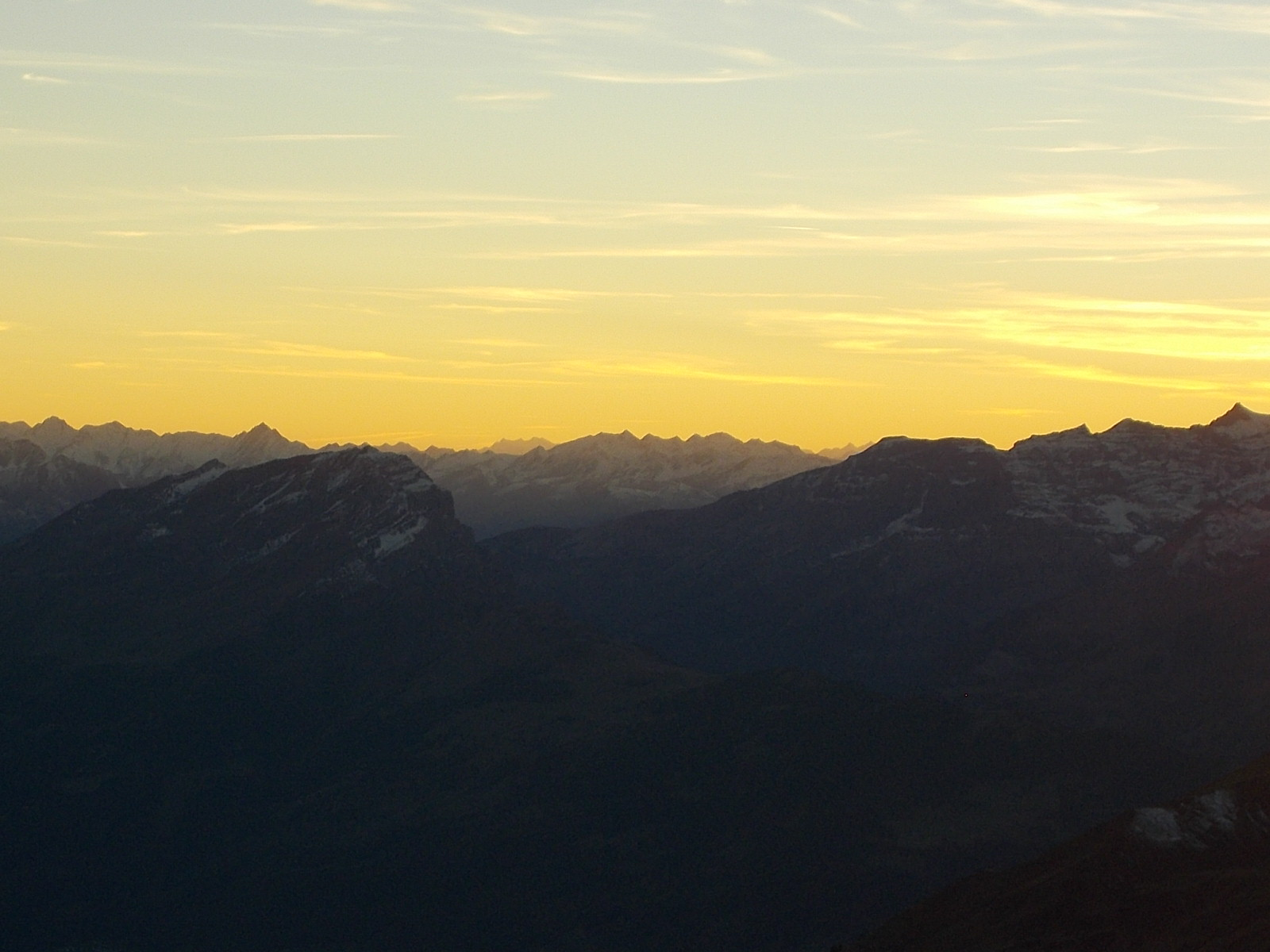
Monte Rosa (links der Mitte), Täschhorn, Dom (rechts der Mitte) von der Schesaplana-Südschulter, Ringelspitz am rechten Bildrand

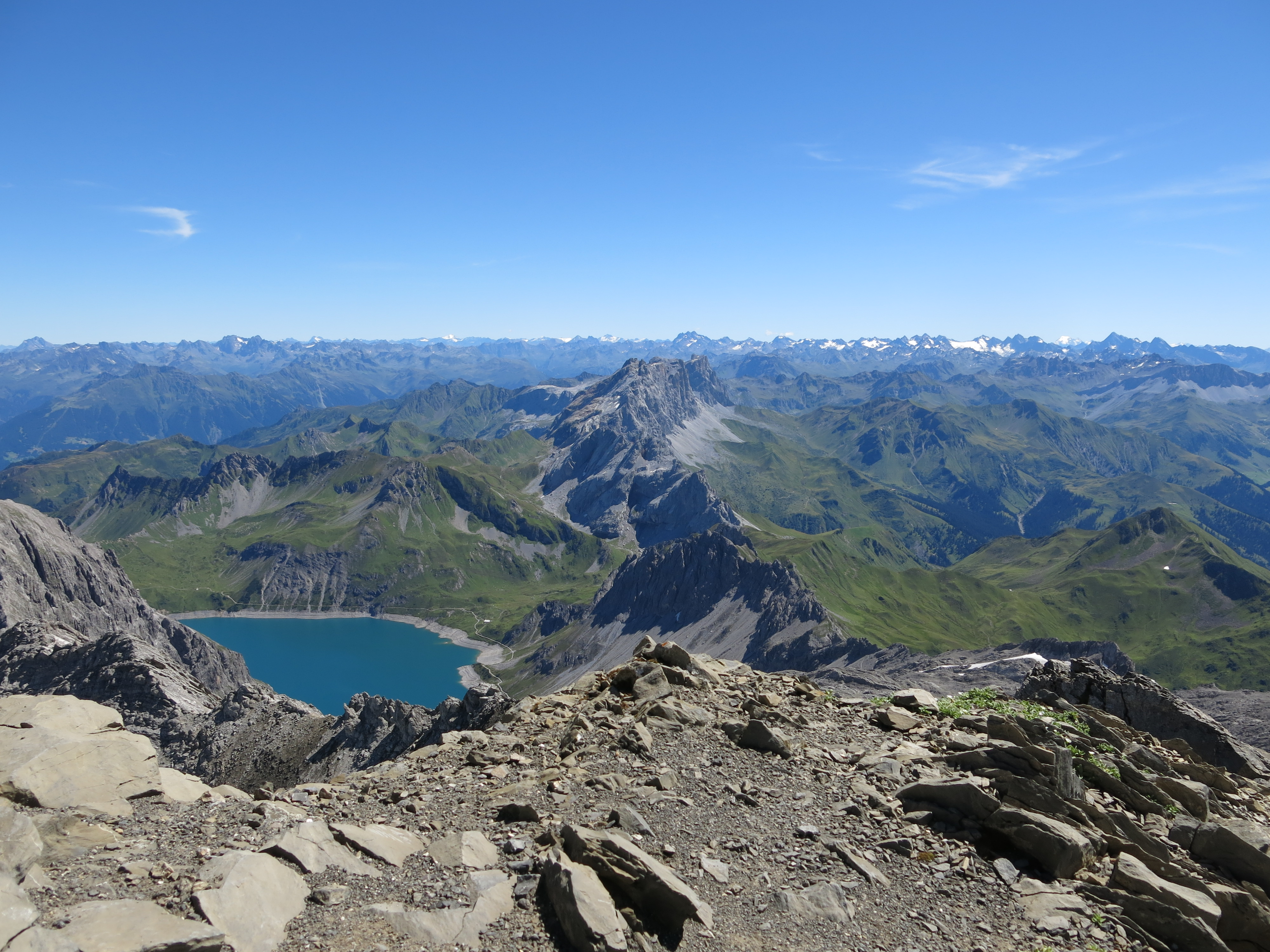
Blick vom Gipfel nach Osten. In der Bildmitte die Rätikonflühe, darüber das Fluchthorn. An Horizont Ötztaler Alpen und Ortler.

Vom Gipfel besteht eine Rundumaussicht, da der nächsthöhere Gipfel ca. 30 km entfernt ist. Unter anderem blickt man auf den Lünersee, den Brandner Gletscher, das Brandner Tal und Teile des ca. 2400 m tiefer gelegenen Bludenz. Weiterhin überblickt man große Teile des Rheintals und den Bodensee in fast seiner gesamten Länge.
Bekannte Gipfel, die man bei entsprechender Sichtweite von der Schesaplana aus sehen kann, sind unter anderem (Aufzählung von Ost über Süd nach West): Zugspitze, Parseierspitze, Wilder Freiger, Wildspitze, Weißkugel, Ortler, das Bernina-Massiv in seiner gesamten Ost-West-Ausdehnung, Monte Disgrazia, Piz Badile, Rheinwaldhorn, Teile des Monte Rosa mit der Dufourspitze (Entfernung ca. 188 km), Alphubel, Täschhorn, Tödi. Der Dom (4545 m) ist im oberen Bereich des Südanstiegs auch zu sehen, verschwindet jedoch, wenn man sich dem Schesaplanagipfel nähert, hinter den östlichen Ausläufern (Crap Mats, 2947 m) des Ringelgebirges.
Rechts des Tödi präsentieren sich weitere Schweizer Berge mit klangvollen Namen: Lauteraarhorn, Eiger, Titlis, Uri Rotstock, Rigi, die Churfirsten, und als Abschluss des Hochgebirgspanoramas der Säntis.
Genau über dem Wildhuser Schafberg (2373 m) im Alpstein ist in der Ferne auch der höchste Berg des Schwarzwaldes, der Feldberg (1493 m), mit den Turmbauten zu erkennen.
Die Sicht im Sektor Nordwest bis Nordost über das Appenzeller Land, den Bodensee und den Bregenzerwald hinweg auf das baden-württembergische und bayerische Mittelgebirgsland ist nur durch den Dunst und die Erdkrümmung begrenzt. Bei (selten vorkommender) Klarheit der unteren Luftschichten ist im Norden in ca. 150 km Entfernung auch der Turm des Ulmer Münsters auszumachen. Häufiger, vor allem bei Inversionswetterlagen, sah man über der Hangspitze (1746 m) die kilometerhoch aufsteigende Kondensatfahne des ca. 170 km entfernten Kernkraftwerks Gundremmingen.